# Dogville
Dogville – film z 2003 roku w reżyserii Larsa von Triera. Dogville jest pierwszą częścią trylogii USA – Land of Opportunities. W Stanach Zjednoczonych głośno mówiono o antyamerykańskim wydźwięku filmu.

## Obsada
- Nicole Kidman – Grace
- Stellan Skarsgård – Chuck
- Chloë Sevigny – Liz Henson
- Paul Bettany – Tom Edison
- Patricia Clarkson – Vera
- Zeljko Ivanek – Ben
- Jeremy Davies – Bill Henson
- Siobhan Fallon – Martha
- Philip Baker Hall – Thomas Sr.
- Lauren Bacall – Ma Ginger
- James Caan – Wielki Człowiek
- Harriet Andersson – Gloria
- Ben Gazzara – Jack McKay
- Jean-Marc Barr - człowiek z wielkim kapeluszem
- Udo Kier - człowiek w płaszczu
- Bill Raymond(inne języki) - Pan Henson

## Opis fabuły
Akcja filmu rozgrywa się na początku lat 30. XX w. w małym miasteczku położonym w Górach Skalistych przy porzuconej kopalni srebra. Niespodziewanie zjawia się Grace, która ucieka przed gangsterami i szuka schronienia. Mieszkańcy Dogville decydują ją przyjąć pod warunkiem, że będzie robiła coś pożytecznego dla każdego z nich. Początkowo wszystko się układa, pracy nie jest zbyt wiele, a Grace otrzymuje niewielkie wynagrodzenie. Wkrótce jednak zaczynają ją wykorzystywać na wszelkie sposoby. Sytuacja staje się coraz bardziej napięta i trudna do wytrzymania.